# Intubálás

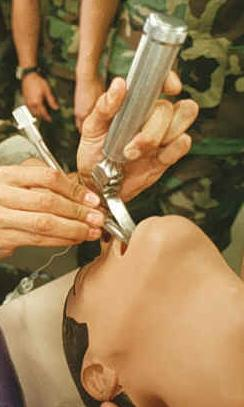
Az intubálás gyakorlása orvosi segédeszköz-bábun.

Intubálásnak nevezzük egy cső bevezetését valamilyen üreges szervbe, szűkebb értelemben azonban a légcső (trachea) biztosítását értik alatta. Ilyenkor egy rugalmas műanyag csövet vezetnek a légcsőbe. Leggyakoribb az ún. orotrachealis intubáció, amikor a tubust a szájon át vezetik be, majd a garaton és a gégén keresztül vezetik le egészen a légcsőig. A másik lehetőség az orron keresztüli intubálás, ezt nasotrachealis intubációnak nevezik.

## Folyamata
Az intubáció célja a nyelv hátracsúszásának megelőzése és a légutak biztosítása. Ezáltal lehetővé válik az intubált személy lélegeztetése, a légúti váladék vagy idegen anyag eltávolítása, altatószerek bejuttatása a légutakon keresztül (műtéti érzéstelenítés céljából), illetve eszméletlen betegnél a garatba visszajutó gyomortartalom bekerülésének megakadályozása a légutakba. Kettéágazó tubus esetén lehetővé válik a két tüdőfél külön lélegeztetése, amire a légúti műtétek esetén szükség lehet.
A csövet a szájon, vagy az orron át, a gégében a hangszalagok között, a légcsövön át vezetik. A műveletet altatásban, vagy a lélegzés akut zavarai esetén végzik. A hozzáértők számára ez a módszer a légutak biztosításának szabványos eszköze.
Az angol szóhasználatban intubationnek nevezik az endoszkópos eljárásokat is.

## Indikációi
A tracheális intubálás azokban az esetekben indikált, amikor egy betegség vagy beavatkozás meggátolja a beteget a stabil légút fenntartásától, a légzéstől és a vér oxigenizációjától. Ezen állapotokban a non-invazív légzéssegítés nem megfelelő.

### Hypoxémia
Az intubálás szükséges lehet abban az esetben, ha a beteg véroxigén szintje nem kielégítő. Ezt az állapotot okozhatja alacsony légzésszám (hypoventilláció), megállt légzés (apnoe), illetve a tüdő gázcseréjének elégtelensége. Azok a betegek akik éberek és tiszta tudatúak, általában vagy többszervi elégtelenek, vagy komoly traumás sérüléseik lehetnek.
Ezek az állapotok lehetnek:
- Nyakigerinc-sérülés
- Bordatörés
- Súlyos tüdőgyulladás (pneumonia)
- Akut Respiratorikai Distressz Szindróma (Acute Respiratoric Distress Syndrome – ARDS)
- Fulladás

Az esetek túlnyomó többségében, az orvosok akkor gondolkodnak el az intubáláson, amennyiben a beteg artériás vérének partiális oxigénnyomása (PaO2) 60 higanymilliméter alatt van, miközben a belégzett levegő O2 koncentrációja (FiO2) 50% vagy magasabb. Acidózisos betegeknél, akiknél az artériás vér CO2 tartalma (PaCO2) meghaladja a 40 mmHg szintet, javallott az intubálás, főleg ha a beteg acidotikus légzés jeleit mutatja. 

### Műtéti altatás
Az intubálás leggyakoribb indikációja, az altatás alatti légútbiztosítás és az altatószerek adagolása műtét közben (dinitrogén-oxid, vagy más illékony anaestheticumok). Az általános érzéstelenítőszerek, az opioidok és a neuromuszkuláris blokkoló szerek csökkenthetik, vagy akár teljes egészében meg is szüntethetik a légzést. Bár nem az intubálás az egyetlen módja a műtét alatti szabad légút biztosításának, de a légcső intubálása a legbiztonságosabb módszer. Ez egyaránt nyújt biztosítja a legmegbízhatóbb oxigénellátást és lélegeztetést, illetőleg a legnagyobb fokú védelmet nyújtja a regurgitáció és az aspiráció ellen.

### Eszméletvesztés
Az agy károsodása (mint pl. stroke, fejsérülés, mérgezés vagy intoxikáció) okozhat eszméletvesztést. Amikor ez a stupor vagy kóma szintjéig jut (Glasgow Kóma Skála(GCS) score: <8), a légút izmainak összeesése miatt elzáródhat a légút, ezáltal megakadályozva a levegő tüdőbe jutását. Ilyen állapotban a légút védelmi reflexei, mint például a köhögés vagy a nyelés is megszűnik. Ilyenkor az intubálással szabad légutat biztosíthatunk és kontrollálhatjuk a beteg légzését, valamint megelőzhetjük az esetlegesen visszafolyó gyomortartalom aspirációját. 

## Menete

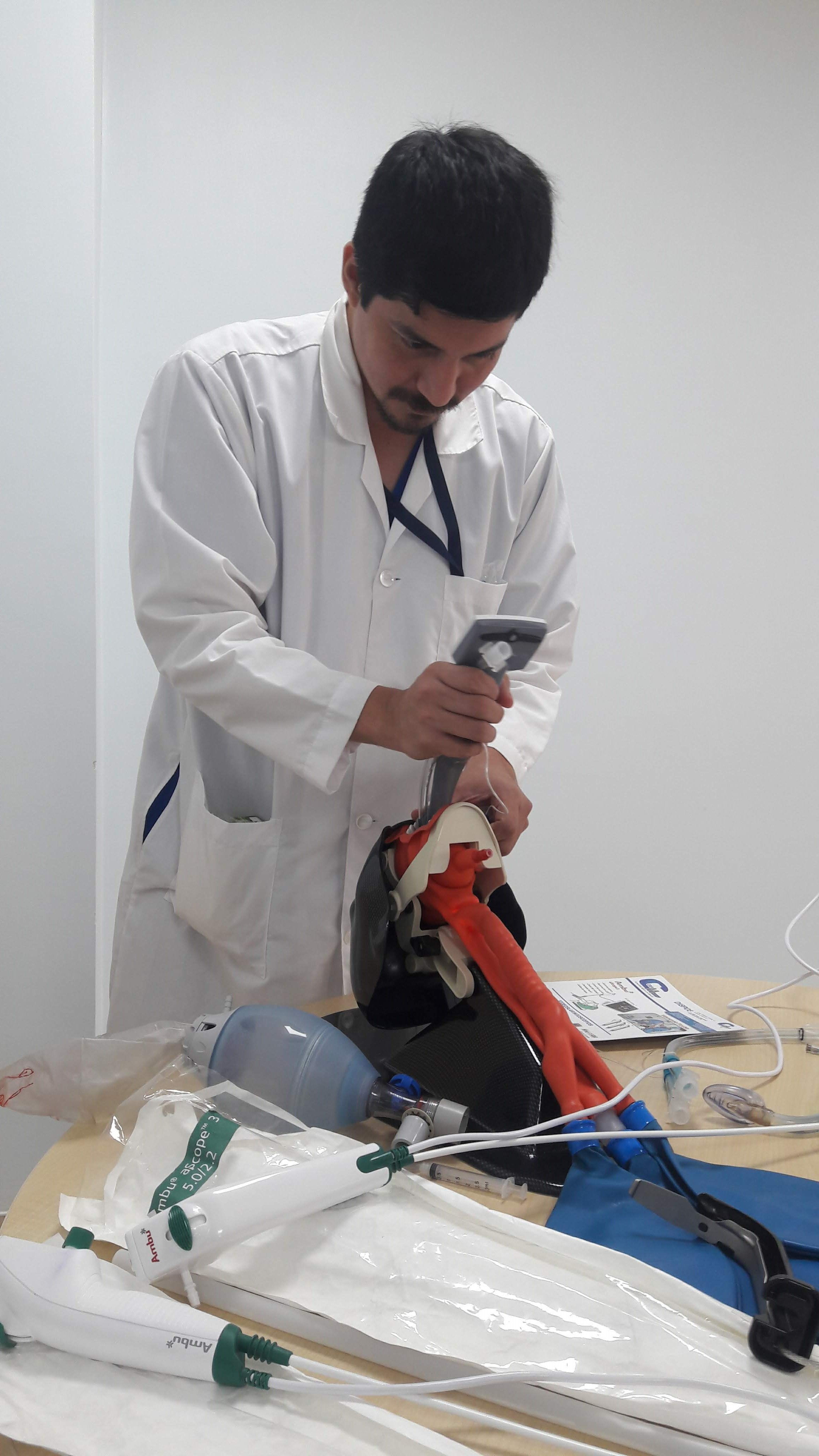

A tubus bevezetése előtt a beteg altatószer(eke)t (ezek lehetnek barbiturát-származékok (tiopentál, metohexital) illetve nem barbiturát származékok (ketamin, etomidat, propofol), illetve izombénítókat (szukcinilkolinjodid vagy nem-depolarizáló típusú) kap. Ezután a beteg átlélegeztetése, a tüdő levegővel való feltöltése következik. Ezt követi a tubus behelyezése. Ehhez laringoszkópot (gégetükröt) használnak. Az intubálás után a beteg narkózist fenntartó szereket kap. Ezek lehetnek intravénás (érbe adható) gyógyszerek (leggyakrabban propofol, vagy benzodiazepin-származékok pl. midazolam, esetleg neuroleptikumok pl.droperidol – ma már ritkábban alkalmazzák), melyeket többnyire ópiátszármazékok, azaz erős fájdalomcsillapítók (morfin, fentanil, alfentanyl, sufentanyl, remifentanyl, illetve pyritramid, nalbuphin) adásával egészítenek ki.
Az intravénás narkotikumok mellett a narkózis fenntartására gyakran inhalációs (belélegezhető) narkotikumokat alkalmaznak. Ezek: dinitrogén-oxid; halothane, izoflurán vagy szevoflurán.
A narkózis befejezése az intravénás vagy inhalációs narkotikumok adagolásának felfüggesztésével kezdődik. Az izombénítók hatását kolinészteráz-gátló szerekkel neostigmin közömbösítik. Az ópiátszármazékok hatását naloxonnal vagy nalorfinnal, míg a benzodiazepin-származékokét szükség esetén flumazenillel függesztik fel.
Ezután a beteg extubálása következik (a tubus légcsőből való kihúzása), amennyiben a beteg légzése kielégítő.